# Маслянникова Катерина Миколаївна
Катерина Миколаївна Маслянникова (уроджена Лисенко; 1880, Київ — 1948) — піаністка, акомпаніаторка, засновниця та співробітниця нотного відділу Центральної наукової бібліотеки.
Донька композитора Миколи Лисенка, небога Андрія Лисенка, сестра Мар'яни та Остапа Лисенко.

## Життєпис
Народилася 1880 року в Києві в родині видатного композитора Миколи Лисенка та піаністки Ольги Антонівни Липської.
Середню освіту здобула у Першій приватній жіночій гімназії в Києві.
Закінчила Музично-драматичної школи Миколи Лисенка по класу фортепіанної гри.
Після смерти батька (1912) очолила його школу.
Фундатор та співробітниця нотного відділу Центральної наукової бібліотеки ім. Вернадського.
1938–1940 — головний бібліотекар музичного відділу бібліотеки.
Її чоловік — художник-пейзажист Віктор Леонідович Маслянников, учень польського митця Яна Станіславського, який усе своє життя збирав пам'ятки української старовини. Увесь свій коштовний музей передав до Харкова.
Працювала викладачкою музики в Першій українській гімназії імені Т. Г. Шевченка.
У 1920-х рр. разом з чоловіком мешкала у Києві на другому поверсі будинку в п'ятикімнатній квартирі № 5 по вул. Микільсько-Ботанічна, 11-а.
Померла Катерина Миколаївна 1948 року.